# Eve Air Mobility
Eve Air Mobility é uma subsidiária brasileira da Embraer que produz aeronaves elétricas de decolagem e pouso vertical (eVTOL) e infraestrutura de mobilidade aérea urbana. A empresa foi fundada em 15 de outubro de 2020. EVE é uma marca que foi idealizada pela divisão de inovação da Embraer chamada EmbraerX.

## História
O objetivo da Embraer com esta nova empresa é acelerar a criação de soluções para tornar realidade o mercado de Mobilidade Aérea Urbana (UAM). O principal projeto da empresa é o eVTOL EVE, esse conceito foi apresentado ao público em 8 de maio de 2018, antes da criação da empresa.
O primeiro voo simulador do EVE foi realizado pela Embraer na cidade do Rio de Janeiro em setembro de 2021, com o objetivo de testar a futura rota dos eVTOLs. Nos primeiros meses de 2022, a empresa será listada na NYSE ao preço de US$ 2,9 bilhões sob o código EVEX em parceria com o fundo americano Zanite Acquisition Corp.
Em 12 de dezembro de 2021, a Embraer e a BAE Systems anunciaram planos de embarcar em um estudo conjunto para explorar o desenvolvimento do veículo da Eve para o mercado de defesa e segurança. Em janeiro de 2022, a Embraer assinou contratos com dezessete empresas para 1.735 pedidos de eVTOLs, avaliados em US$ 5 bilhões, já visando a liderança do mercado global.
Em 10 de fevereiro de 2022, a Embraer solicitou à Agência Nacional de Aviação Civil do Brasil (ANAC) a certificação para o eVTOL EVE.